# Prima Lega 2006-2007 (Libia)
La Prima Lega libica 2006-2007 è stata la 39ª edizione del massimo livello del campionato libico di calcio. Vi hanno preso parte 14 squadre.

## Squadre partecipanti
| Club            | Città           | Stadio              |
| --------------- | --------------- | ------------------- |
| Al-Ahly Bengasi | Bengasi, Libia  | Stadio 28 marzo     |
| Al-Ahly Tripoli | Tripoli, Libia  | Stadio 11 giugno    |
| Al-Akhdar       | Al Bayda, Libia |                     |
| Al-Charara      | Sebha, Libia    | Stadio Al-Charara   |
| Al-Hilal        | Bengasi, Libia  | Stadio 28 marzo     |
| Al-Ittihad      | Tripoli, Libia  | Stadio 11 giugno    |
| Al-Medina       | Tripoli, Libia  | Stadio 11 giugno    |
| Al-Nasr         | Bengasi, Libia  | Stadio 28 marzo     |
| Al-Olympic      | Zawiya, Libia   | Stadio Al-Olympic   |
| Al-Shat         | Tripoli, Libia  |                     |
| Al-Soukour      | Tobruk, Libia   |                     |
| Al-Tahaddy      | Bengasi, Libia  | Stadio 28 marzo     |
| Khaleej Sirte   | Sirte, Libia    |                     |
| Rafik Sorman    | Sorman, Libia   | Stadio Rafik Sorman |

## Classifica finale
| Posizione | Squadra          | Punti | Giocate | Vittorie | Pareggi | Sconfitte | Gol Fatti | Gol Subiti | +/- | Note                                    |
| --------- | ---------------- | ----- | ------- | -------- | ------- | --------- | --------- | ---------- | --- | --------------------------------------- |
| 1.        | Al-Ittihad (C)   | 55    | 24      | 16       | 7       | 1         | 32        | 6          | 26  |                                         |
| 2.        | Al-Ahly Tripoli  | 49    | 24      | 16       | 1       | 7         | 41        | 16         | 25  |                                         |
| 3.        | Al-Medina        | 43    | 24      | 12       | 7       | 5         | 35        | 21         | 14  |                                         |
| 4.        | Al-Akhdar        | 40    | 24      | 12       | 4       | 8         | 40        | 32         | 8   |                                         |
| 5.        | Al-Ahly Bengasi  | 35    | 24      | 8        | 11      | 5         | 26        | 19         | 7   |                                         |
| 6.        | Al-Nasr          | 31    | 24      | 7        | 11      | 6         | 26        | 29         | -3  | Penalizzata di 1 punto                  |
| 7.        | Khaleej Sirte    | 28    | 24      | 7        | 7       | 10        | 21        | 31         | -10 |                                         |
| 8.        | Al-Olympic       | 24    | 24      | 5        | 9       | 10        | 9         | 22         | -13 |                                         |
| 9.        | Al-Soukour       | 24    | 24      | 6        | 6       | 12        | 27        | 33         | -6  |                                         |
| 10.       | Al-Shat          | 24    | 24      | 6        | 6       | 12        | 15        | 30         | -15 |                                         |
| 11.       | Al-Tahaddy       | 22    | 24      | 4        | 10      | 10        | 18        | 26         | -8  |                                         |
| 12.       | Al-Hilal (R)     | 22    | 24      | 5        | 7       | 12        | 19        | 28         | -9  |                                         |
| 13.       | Rafik Sorman (R) | 20    | 24      | 4        | 10      | 10        | 23        | 39         | -16 | Penalizzata di due punti                |
| 14.       | Al-Charara (R)   | 0     | 0       | 0        | 0       | 0         | 0         | 0          | 0   | Tutti i risultati sono stati cancellati |